# Bathyraja albomaculata
Bathyraja albomaculata (лат.) — вид хрящевых рыб рода глубоководных скатов семейства Arhynchobatidae отряда скатообразных. Обитают в умеренных водах юго-западной части Атлантического океана и юго-восточной части Тихого океана между 33° ю. ш. и 57° ю. ш. Встречаются на глубине до 861 м. Их крупные, уплощённые грудные плавники образуют округлый диск со треугольным рылом. Максимальная зарегистрированная длина 96 см. Откладывают яйца. В помёте до 32 яиц. Рацион в основном состоит из донных ракообразных и полихет. Не являются объектом целевого промысла.

## Таксономия
Впервые вид был научно описан в 1896 году как Raja albomaculata. Видовой эпитет происходит от слова лат. albus — «белый» и лат. maculata — «пятно».

## Ареал
Эти скаты обитают в юго-западной части Атлантического океана на южном Патагонском шельфе вокруг Фолклендских островов и у побережья Уругвая. В юго-восточной части Тихого океана их ареал простирается от Тальталя, Чили до пролива Магеллана. Встречаются на глубине от 55 до 861 м, в воде температурой 2,8—6,8 °C. В юго-западной Атлантике диапазон глубин зависит от географической долготы. На севере (севернее 41° ю. ш.) эти скаты попадаются на глубине от 65 до 310 м, наибольшая плотность наблюдается между 250 и 310 м. В центральной части (между 41° ю. ш. и 48° ю. ш.) они держатся на меньшей глубине от 70 до 140, чаще всего 100—130 м. А на юге (южнее 48° ю. ш.) Bathyraja albomaculata попадаются при более широком разбросе глубин — 70—310, с наибольшей концентрацией в диапазоне 160—190 м. В водах Фолклендских островов они наиболее распространены на глубине 200—300 м.

## Описание
Широкие и плоские грудные плавники этих скатов образуют ромбический диск с широким треугольным рылом и закруглёнными краями. Рыло мягкое притуплённое. На вентральной стороне диска расположены 5 жаберных щелей, ноздри и рот. Хвост длиннее диска. На хвосте имеются латеральные складки. У этих скатов 2 редуцированных спинных плавника и редуцированный хвостовой плавник. Дорсальная поверхность диска окрашена в серый цвет с многочисленными белыми и тёмными пятнышками разного размера. Кожа молодых скатов плотно покрыта мелкими шипиками. У взрослых она гладкая, за исключением области вдоль позвоночника, у переднего края диска и межглазничного пространства. Обычно на затылочной области имеется 3—4 крупных шипа, а хвост покрывают 18—22 колючек. Разрыв между ними незначительный, либо отсутствует. Все шипы загнуты назад. Первый шип срединного ряда на хвосте намного меньше последней колючки в затылочной области. Иногда колючки отрываются, оставляя шрамы. Лопаточные шипы отсутствуют. Птеригоподии самцов имеют форму прута и имеют небольшое утолщение на конце. Длина и ширина птеригоподиев имеет соотношение 6,5 к 1..
Максимальная зарегистрированная длина 96 см. Самки в целом крупнее самцов.

## Биология
Эмбрионы питаются исключительно желтком. Эти скаты откладывают от 4 до 32 яиц (в среднем 14), заключённых в роговую капсулу. Размеры капсулы зависят от пола зародыша — те, в которых развиваются самцы, имеют длину около 10,5 см, а те, в которых самки, — 9,8 см. Беременные и недавно отнерестившиеся самки попадаются круглый год, однако осенью и зимой их больше. У берегов Аргентины самцы и самки достигают половой зрелости при длине 62,8 и 65,3 см в возрасте 11 и 10 лет. Максимальная зафиксированная продолжительность жизни 17 лет.
Рацион этих скатов состоит из донных полихет и ракообразных. Скаты с диском шириной менее 40 см, питаются в основном бокоплавами, а более крупные особи охотятся на многощетинковых червей. На Bathyraja albomaculata паразитируют трематоды Otodistomum plunketi

## Взаимодействие с человеком
Эти скаты являются объектом целевого лова, кроме того, попадаются в качестве прилова. В ареале ведётся промысел. Это один из наиболее важных промысловых видов скатов в водах Фолклендских островов. После снижения улова на единицу промыслового усилия в начале 1990 годов в 1996 году в области южнее 52° ю. ш был введён мораторий на добычу скатообразных. Международный союз охраны природы присвоил виду охранный статус «Уязвимый».